# Luis Advis Vitaglich
Luis Advis Vitaglich (Iquique, 10. veljače 1935. – Santiago, 9. rujna 2004.) je bio čileanski profesor filozofije, poznati skladatelj klasične glazbe i "nove čileanske glazbe" (Nueva Canción Chilena). Službeno je priznat kao Temeljna figura čileanske glazbe 2003. godine. Hrvatskog je podrijetla.

## Životopis
Rodio se je u Iquiqueu na sjeveru Čilea. Diplomirao je filozofiju na Čileanskom sveučilištu. Držao je brojna akademska mjesta u raznim školama više razine obrazovanja u Čileu.
Brat je arhitekta Patricia.

## Djela
- Sexteto (para cuerdas y clarinete) (1957.)
- La princesa Panchita (1958.)
- Cinco preludios (1960.)
- Quinteto(para vientos) (1962.)
- Cosas (para piano y canto) (1963.)
- Divertimiento (para piano y quinteto de vientos) (1964.)
- Tres preludios (para piano y canto) (1964.)
- Las travesura de don Dionisio (1964.)
- Los grillos sordos (1964.)
- Santa María de Iquique, 1969. (govori o krvoproliću u školi Domingo Santa María u Iquiqueu)
- Sal del desierto (1972.)
- Canto para una semilla (1972.)
- La tierra prometida (1973.)
- Suite latinoamericana (para seis instrumentos)  (1976.)
- Rin y cueca (para piano y soprano) (1976.)
- Julio comienza en julio (1978.)
- Cueca (1978.)
- Rin-rin (1980.)
- Sobre un tema alemán (1983.)
- Sonatina (para fagot y piano) (1983.)
- Suite sobre un tema de Ch. Joplin (1983.)
- Los tres tiempos de América (Sinfonía) (1987.)
- Murales extremeños (cantanta) (1993.)
- Preludio (para piano) (1996.)
- Invitación al vals (para cuatro flautas y un corno) (1996.)
- Viña del Mar (canción para soprano y piano) (1997.)
- Cinco danzas breves (para cuarteto de saxofones) (1998.)
- Coronación (2000.)

## Vanjske poveznice
- Stranice Luisa Advisa Vitaglicha